# OpenDNIe
OpenDNIe es una implementación libre del driver de DNIe.

## Respaldo
El proyecto está liderado por CENATIC, con la implicación de otros agentes públicos españoles como la DGPGC, RED.es u OpenSC.